# Das Mittelalter
Das Mittelalter. Perspektiven mediävistischer Forschung ist eine wissenschaftliche Zeitschrift auf dem Gebiet der Mittelalterforschung.
Die im Jahr 1996 gegründete und jährlich in zwei Heften erscheinende Zeitschrift ist das offizielle Organ des Mediävistenverbandes. Sie wurde bis 2013 im Akademie Verlag in Berlin und anschließend bei de Gruyter publiziert. Seit 2021 wird Das Mittelalter im Verlag Heidelberg University Publishing (heiUP) Open Access veröffentlicht. Eine Besonderheit der Zeitschrift ist, dass jedes Heft einen thematischen Schwerpunkt besitzt und dieses Thema aus möglichst vielen verschiedenen Perspektiven der Mittelalterforschung – etwa der Geschichtswissenschaft, Archäologie, Realienkunde oder verschiedenen Philologien – betrachtet wird. Die Zeitschrift sieht sich als Forum für die interdisziplinäre Mediävistik. Ihre Herausgabe durch den Mediävistenverband wird federführend von der Schriftführerin geleistet. Daneben verfügt jedes Heft auch über Herausgeber, die das jeweilige Thema betreuen. Neben dem Themenschwerpunkt enthalten die Hefte auch ein Forum Mittelalter mit Vorankündigungen und Berichten zu Tagungen, einem Kalender und Rezensionen.
Mitglieder des Mediävistenverbandes erhalten die Zeitschrift kostenlos. Publikationssprache ist im Allgemeinen Deutsch, aber auch andere gängige Wissenschaftssprachen sind möglich. Herausgegeben wird die Zeitschrift derzeit von Isabelle Mandrella (Philosophie, München) im Auftrag des Präsidiums des Mediävistenverbandes. Frühere Herausgeber waren Regina Toepfer, Ludger Lieb, Gerlinde Huber-Rebenich, Ortrun Riha und Frank Fürbeth.